# Tito Olívio
Tito Olívio Henriques (Vila Cova do Covelo, Penalva do Castelo, 23 de março de 1931 - 19 de Outubro de 2024), foi um professor, engenheiro civil, escritor e poeta de Portugal.

## Biografia
Nasceu em 1931, na localidade de Vila Cova do Covelo, no concelho de Penalva do Castelo, filho de António Henriques e de Laura de Almeida Guiomar. Mudou-se para Lisboa ainda durante a infância, tendo feito os seus estudos naquela cidade. Em 1958, licenciou-se em engenharia civil pelo Instituto Superior Técnico, e em 1981 concluiu a licenciatura em Sociologia no Instituto Superior de Ciências do Trabalho e da Empresa.
Começou a sua carreira profissional em 1958. Viveu na cidade de Faro desde 1963. Trabalhou como técnico superior da Direcção-Geral dos Recursos Naturais, e dirigiu os Serviços Regionais de Hidráulica do Guadiana, em Faro. Foi membro da Ordem dos Engenheiros. Exerceu igualmente como professor de ensino técnico em Silves e de Faro, e de ensino liceal no Liceu de Faro. Destacou-se pelo apoio que deu às associações de Faro, tendo dirigido o Cineclube de Faro, o Sporting Clube Farense, a Comissão Distrital de Árbitros de Faro, a Comissão Administrativa do Sport Faro e Benfica, a Associação de Xadrez de Faro, a Delegação de Faro da Cruz Vermelha Portuguesa, a Santa Casa da Misericórdia de Faro e a Direcção dos Bombeiros Voluntários de Faro. Foi igualmente um dos sócios fundadores da delegação de Faro do Rotary Club, técnico-voluntário do Refúgio Aboim Ascensão, presidente da Mesa da Assembleia Geral da Associação dos Jornalistas e Escritores do Algarve, membro da Sociedade Histórica da Independência de Portugal, cônsul para o Algarve do movimento chileno Poetas del Mundo, e membro da direcção do Instituto D. Francisco Gomes. Também foi responsável pela organização de conferências e de vários eventos culturais. Foi igualmente vereador na Câmara Municipal Faro, no mandato de 1971 a 1974, onde foi membro das Comissões de Arte e Arqueologia e das Festas da Cidade. Escreveu os Regulamentos de Distinções Honoríficas da Câmara Municipal de Faro, dos Bombeiros Voluntários de Faro e dos Bombeiros Municipais de Faro, e desenhou as correspondentes medalhas para o município de Faro.
Desde os vinte anos de idade que começou a colaborar na imprensa regional, tendo fundado e sido editor do jornal Poetas de Faro, chefe de redacção do jornal Distrito de Faro, e subdiretor do Jornal Escrito. Também cooperou no Jornal do Algarve, e apoiou o jornal Sul Informação. Publicou vários textos em prosa e versa em jornais e revistas regionais, além de antologias. Lançou cerca de sessenta livros, incluindo poesia, prova, ensaio e crónicas. Além destas obras em formato físico, também escreveu cinco livros electrónicos. Entre as suas obras encontram-se os títulos Mulheres sem Verão (2004), e Para quê, Helena (2006), destacando-se a sua Obra Poética, escrita de 1921 a 2005. Em 1987 criou a publicação Cadernos de Santa Maria, onde foram editados alguns dos seus trabalhos. O projecto pessoal cresceu e ao longo destes 26 anos foram publicados outros 19 autores. Até à data conta com 114 números, sendo o número 100 uma Antologia poética publicada em 2010.[carece de fontes?] Os Cadernos foram um sucesso imediato, e a publicação de vários números foi anunciada na imprensa regional através de críticas literárias do Professor José António Pinheiro e Rosa.[carece de fontes?]
Participou em várias edições dos Jogos Florais, tanto em Portugal como no Brasil. Os seus ensaios e estudos foram sobre os temas da sociologia da educação e da política, da sociedade industrial e capitalista, urbanismo, arquitectura, ambiente, e da preservação do património cultural e natural.
Faleceu em 19 de Outubro de 2024, aos 93 anos. Na sequência da sua morte, a Câmara Municipal de Faro emitiu uma nota de pesar, onde classificou Tito Olívio como «uma referência incontornável do património sociocultural de Faro e do Algarve». O Conselho Directivo da Região Sul da Ordem dos Engenheiros também lamentou a sua morte, recordando o seu «vasto currículo na engenharia e na política», enquanto que a União de Freguesias de Faro decretou luto, tendo-o classificado como uma «figura proeminente da cidade». Em 25 de Outubro, o Parlamento aprovou um voto de pesar pelo seu falecimento, referindo que Tito Olívio «Evidenciou-se pela sua vasta obra literária e pelo seu envolvimento ativo na promoção da cultura, tendo consolidado, ao longo da sua vida, uma importante carreira literária».

## Prémios e homenagens
Recebeu mais de cem prémios literários, tanto em Portugal como no Brasil. Um 1991, um dos seus romances recebeu uma menção honrosa do Prémio Eça de Queiroz, e em 2004 foi premiado com uma menção especial no Prémio Revelação Manuel Teixeira Gomes.
Em 1973 recebeu a medalha de louvor da Cruz Vermelha Portuguesa, em 2011 foi condecorado com a Medalha de Mérito, Grau Ouro da Câmara Municipal de Faro, pelo seu contributo para as várias organizações sociais no concelho. Em 23 de Outubro de 2020 foi homenageado com o Prémio Carreira da Ordem dos Engenheiros, devido à sua longa carreira na engenharia civil. Recebeu igualmente o Prémio Cidade de Olhão. Em 2017 o Rotary Clube de Faro criou o Prémio de Poesia Tito Olívio, que tinha como finalidade «incentivar a produção literária de Poesia, contribuindo para a defesa e enriquecimento da Língua Portuguesa e também para homenagear o poeta e escritor Tito Olívio».
Figura no Dicionário Cronológico de Autores Portugueses.